# Pascual Jordan
Ernst Pascual Jordan (ur. 18 października 1902 w Hanowerze, zm. 31 lipca 1980 w Hamburgu) – niemiecki fizyk teoretyczny i matematyczny oraz polityk.
Jordan rozwijał mechanikę kwantową i kwantową teorię pola. W dużym stopniu odpowiadał za matematyczne sformułowanie mechaniki macierzowej; opracował relacje kanonicznej antykomutacji dla fermionów. Algebra Jordana jest nadal używana w nauce matematycznych i koncepcyjnych podstaw teorii kwantowej; stworzył też inne narzędzia matematyczne.

## Historia rodziny
Przodek Pascuala Jordana o imieniu Pascual Jorda był hiszpańskim szlachcicem i oficerem kawalerii, który służył z Anglikami w trakcie i po zakończeniu wojen napoleońskich. Jorda w końcu osiadł w Królestwie Hanoweru, który w tamtych czasach pozostawało w unii personalnej z Wielką Brytanią. Nazwisko zostało ostatecznie zmienione na Jordan (wymawiane po niemiecku, [ˈjɔʁdan]). Rodzinna tradycja nakazywała, że pierworodny syn w każdym pokoleniu będzie miał na imię Pascual.
W 1921 r. Jordan trafił na Uniwersytet Leibniza w Hanowerze, gdzie studiował równocześnie zoologię, matematykę i fizykę. Przed uzyskaniem dyplomu przeniósł się na inną uczelnię, co w tym czasie było często spotykane wśród niemieckich studentów. Uniwersytet w Getyndze, gdzie studiował od 1923 roku, był wtedy u szczytu swojej siły i sławy w dziedzinie matematyki i nauk fizycznych. W Getyndze Jordan został asystentem najpierw matematyka Richarda Couranta, a potem fizyka Maxa Borna.

## Osiągnięcia naukowe

### Fizyka kwantowa
Razem z Maxem Bornem i Wernerem Heisenbergiem, Jordan był współautorem ważnej serii prac o mechanice kwantowej. Był pionierem wczesnej wersji kwantowej teorii pola, zanim w dużej mierze nie zmienił zainteresowań na kosmologię przed II wojną światową.
Jordan opracował typ niełącznych algebr, później na jego cześć nazwanych algebrami Jordana, starając się stworzyć algebry obserwabli w mechanice kwantowej i kwantowej teorii pola. Dziś w tym celu stosuje się również algebry von Neumanna. Algebry Jordana były stosowane w geometrii rzutowej, teorii liczb, analizie zespolonej, teorii optymalizacji i wielu innych dziedzinach matematyki „czystej” oraz stosowanej, nadal są używane podczas studiów matematycznych i koncepcyjnych podstaw teorii kwantowej.

### Geofizyka
W 1966 roku Jordan opublikował 182 strony pracy pod tytułem: „Expansion der Erde. Folgerungen aus der Diracschen Gravitationshypothese” (Rozszerzanie się Ziemi. Wnioski z hipotezy grawitacji Diraca), w którym rozwinął swoją teorię, że według hipotezy wielkich liczb Diraca, opisującej trwałe osłabienie grawitacji w całej historii Wszechświata, Ziemia mogła nabrzmiewać do swoich obecnych rozmiarów, od początkowej kuli o średnicy około 7000 km (4300 mil). Teoria ta może wyjaśniać, dlaczego ciągliwa sima, niższa warstwa skorupy ziemskiej, jest stosunkowo jednolitej grubości, podczas gdy nieco wyższy sial jest podzielony na najważniejsze płyty kontynentalne. Kontynenty musiały zaadaptować się, aby dostosować się do stale spłaszczającej się powierzchni kuli, masywy górskie na powierzchni Ziemi, powstały w tym procesie jako zwężające się fałdy dawnej powierzchni. Pomimo ogromu pracy, którą Jordan włożył w teorię rozszerzającej się Ziemi, jego praca geologiczna nigdy nie była traktowana poważnie przez fizyków i geologów.

## Działalność polityczna

### Epizod nazistowski
W 1933 roku Jordan wstąpił do NSDAP, podobnie jak Philip Lenard i Johannes Stark, poza tym dodatkowo, do SA. Mimo tego, pozostał „obrońcą Einsteina” i innych żydowskich naukowców.
W 1939 roku został zwerbowany przez Luftwaffe i jakiś czas pracował jako analityk pogodowy w ośrodku badań nad bronią rakietową, zlokalizowanym w Peenemünde. W czasie wojny próbował zainteresować NSDAP różnymi projektami zaawansowanych broni. Jego sugestie zostały zignorowane, ponieważ został uznany za „politycznie niepewnego”, prawdopodobnie z powodu jego dawnych powiązań z Żydami (w szczególności z Courantem, Bornem i Paulim) i poparcia dla tzw. „żydowskiej fizyki”.
Gdyby Jordan nie wstąpił do partii nazistowskiej, prawdopodobnie otrzymałby Nagrodę Nobla w dziedzinie fizyki za jego prace opublikowane z Maxem Bornem. Sam Born otrzymał Nagrodę Nobla w 1954 r. wspólnie z Waltherem Bothe.

### Po II WŚ
Jakiś czas po wojnie Jordan został „zrehabilitowany” w oczach władz przez wstawiennictwo Wolfganga Pauliego, co pozwoliło mu powrócić do pracy na uczelni po dwuletnim okresie przerwy, a w 1953 przywrócić tytuł profesora zwyczajnego.
Jordan jednak nie poszedł za radą Pauliego i wrócił do polityki, kiedy okres denazyfikacji dobiegł końca pod presją zimnej wojny. Wygrał wybory do Bundestagu, startując z list konserwatywnej Unii Chrześcijańsko-Demokratycznej. W 1957 roku poparł rząd Adenauera w uzbrojeniu Bundeswehry taktyczną bronią jądrową, podczas gdy naukowcy z grupy Göttinger 18 (znajdowali się w niej m.in. Born i Heisenberg) opublikowali Manifest z Göttingen na znak protestu przeciwko zbrojeniom. Ten i inne problemy jeszcze bardziej nadwerężyły relacje z jego dawnymi przyjaciółmi i kolegami.

## Wybrane dzieła
- Born, M.; Jordan, P. (1925). „Zur Quantenmechanik”. Zeitschrift für Physik. 34 (1): 858. Bibcode:1925ZPhy...34..858B. doi:10.1007/BF01328531.
- Born, M.; Heisenberg, W.; Jordan, P. (1926). „Zur Quantenmechanik. II”. Zeitschrift für Physik. 35 (8–9): 557. Bibcode:1926ZPhy...35..557B. doi:10.1007/BF01379806.
- Jordan, P. (1927). „Über quantenmechanische Darstellung von Quantensprüngen”. Zeitschrift für Physik. 40 (9): 661–666. Bibcode:1927ZPhy...40..661J. doi:10.1007/BF01451860.
- Jordan, P. (1927). „Über eine neue Begründung der Quantenmechanik”. Zeitschrift für Physik. 40 (11–12): 809–838. Bibcode:1927ZPhy...40..809J. doi:10.1007/BF01390903.
- Jordan, P. (1927). „Kausalität und Statistik in der modernen Physik”. Die Naturwissenschaften. 15 (5): 105–110. Bibcode:1927NW.....15..105J. doi:10.1007/BF01504228.
- Jordan, P. (1927). „Anmerkung zur statistischen Deutung der Quantenmechanik”. Zeitschrift für Physik. 41 (4–5): 797–800. Bibcode:1927ZPhy...41..797J. doi:10.1007/BF01395485.
- Jordan, P. (1927). „Über eine neue Begründung der Quantenmechanik II”. Zeitschrift für Physik. 44: 1–25. Bibcode:1927ZPhy...44....1J. doi:10.1007/BF01391714.
- Jordan, P.; von Neumann, J.; Wigner, E. (1934). „On an Algebraic Generalization of the Quantum Mechanical Formalism”. Annals of Mathematics. 35 (1): 29–64. doi:10.2307/1968117. JSTOR 1968117.

## Literatura
- Schroer, B. (2011). „Pascual Jordan’s legacy and the ongoing research in quantum field theory”. European Physical Journal H. 35 (4): 377. arXiv:1010.4431.Bibcode:2010EPJH...35..377С. doi:10.1140/epjh/e2011-10015-8.
- Duncan, Anthony; Janssen, Michel (2012). „(Never) Mind your p’s and q’s: Von Neumann versus Jordan on the Foundations of Quantum Theory”. The European Physical Journal H. 38 (2): 175. arXiv:1204.6511.doi:10.1140/epjh/e2012-30024-5.